# Fissidens grandiretis
Fissidens grandiretis là một loài Rêu trong họ Fissidentaceae. Loài này được Renauld & Cardot mô tả khoa học đầu tiên năm 1898.